# Mario Alberto Bertolaso
Mario Alberto Bertolaso (Padova, 9 agosto 2000) è un atleta paralimpico italiano, specializzato nella velocità.

## Palmarès
| Anno | Manifestazione    | Sede      | Evento      | Risultato     | Prestazione | Note             |  |
| ---- | ----------------- | --------- | ----------- | ------------- | ----------- | ---------------- |  |
| 2016 | Mondiali indoor   | Ancona    | 200 m piani | 8° (batterie) | 25"29       |                  |  |
| 2016 | Mondiali indoor   | Ancona    | 4×400 m     | Bronzo        | 3'41"40     |                  |  |
| 2018 | Europei           | Parigi    | 100 m piani | Batteria      | 13"03       |                  |  |
| 2018 | Europei           | Parigi    | 200 m piani | 5°            | 24"04       |                  |  |
| 2018 | Europei           | Parigi    | 4×100 m     | Oro           | 44"43       | Record nazionale |  |
| 2018 | Europei           | Parigi    | 4×400 m     | Argento       | 3'31"05     |                  |  |
| 2019 | Europei indoor    | Istanbul  | 200 m piani | 6°            | 26"14       |                  |  |
| 2019 | Europei indoor    | Istanbul  | 4×200 m     | Oro           | 1'35"69     | Record nazionale |  |
| 2019 | Europei indoor    | Istanbul  | 4×400 m     | Argento       | 3'35"09     | Record nazionale |  |
| 2019 | INAS Global Games | Brisbane  | 100 m piani | 8º            | 11"60       |                  |  |
| 2019 | INAS Global Games | Brisbane  | 4×100 m     | Oro           | 43"26       | Record mondiale  |  |
| 2019 | INAS Global Games | Brisbane  | 4×400 m     | Bronzo        | 3'32"19     |                  |  |
| 2021 | Mondiali          | Bydgoszcz | 200 m piani | 8°            | 23"88       |                  |  |
| 2021 | Mondiali          | Bydgoszcz | 4×100 m     | Oro           | 43"90       |                  |  |
| 2021 | Mondiali          | Bydgoszcz | 4×400 m     | Oro           | 3'29"09     |                  |  |
| 2022 | Europei           | Cracovia  | 100 m piani | 4º            | 11"82       |                  |  |
| 2022 | Europei           | Cracovia  | 4×100 m     | Oro           | 43"58       |                  |  |
| 2022 | Europei           | Cracovia  | 4×400 m     | Argento       | 3'28"40     | Record nazionale |  |
| 2023 | Global Games      | Vichy     | 100 m piani | Semifinale    | 11"80       |                  |  |
| 2023 | Global Games      | Vichy     | 4×100 m     | Oro           | 43"47       |                  |  |
| 2023 | Global Games      | Vichy     | 4×400 m     | Oro           | 3'26"57     | Record nazionale |  |
| 2024 | Europei           | Uppsala   | 100 m piani | 8°            | 23"43       |                  |  |
| 2024 | Europei           | Uppsala   | 4×100 m     | Oro           | 44"33       |                  |  |
| 2024 | Europei           | Uppsala   | 4×400 m     | Argento       | 3'37"91     |                  |  |

## Campionati nazionali
2022
- Argento ai campionati italiani assoluti paralimpici indoor (Ancona), 60 m  seniores - 7"48
- Argento ai campionati italiani assoluti paralimpici indoor (Ancona), 4x200 m - 2'01"46
- 5° ai campionati italiani assoluti paralimpici (Molfetta), 100 m - 12"09
- 5° ai campionati italiani assoluti paralimpici (Molfetta), 200 m - 25"37
- Argento ai campionati italiani assoluti paralimpici (Molfetta), 4x100m - 54"56

2023
- Bronzo ai campionati italiani assoluti paralimpici indoor (Ancona), 200 m seniores - 25"07
- Bronzo ai campionati italiani assoluti paralimpici indoor (Ancona), 60 m seniores - 7"50
- Argento ai campionati italiani assoluti paralimpici (Montebelluna), 100 m - 11"91
- Argento ai campionati italiani assoluti paralimpici (Montebelluna), 200 m - 24"64
- 5° ai campionati italiani assoluti paralimpici (Montebelluna), 4x100m - 57"24
- Bronzo ai campionati italiani assoluti paralimpici (Montebelluna), 4x400m - 4'43"42

2024
- Argento ai campionati italiani assoluti paralimpici indoor (Ancona), 60 m  seniores - 7"60
- Argento ai campionati italiani assoluti paralimpici indoor (Ancona), 200 m seniores - 24"62
- Bronzo ai campionati italiani assoluti paralimpici indoor (Ancona), 4x200 m - 1'55"03
- Bronzo ai campionati italiani assoluti paralimpici indoor (Ancona), 4x400 m - 4'25"66
- 4° ai campionati italiani assoluti paralimpici (Molfetta), 100 m - 11"97
- 35° ai campionati italiani assoluti paralimpici (Molfetta), 200 m - 36"70